# 燐寸少女
『燐寸少女』（マッチショウジョ）は、鈴木小波による日本の漫画作品。アンデルセン童話『マッチ売りの少女』をモチーフにしている。
『ヤングエース』（KADOKAWA）にて、2012年9月号に読み切りが掲載後、2014年5月号より2017年12月号まで連載され、2016年5月に実写映画化された。単行本第3巻の発売を記念して、アニメPVが制作されている。

## あらすじ
モテたい、人の心を覗きたい、ずっと一緒にいたい、様々な妄想を持つ人々。その許にどこからともなく現れる謎の少女、リンは、寿命1年分と引き換えに、妄想を現実に変える妄想燐寸を売りつけ姿を消す。売りつけられた人々は自分の願望を満たすために妄想燐寸を使用するが、妄想は願望の一端であり、他の者の強い願望の前に思わぬ副作用が出て取り返しのつかない結果を招く者もあれば、自分の本心に気付いて妄想燐寸を捨てる者もいる。そんな妄想燐寸を巡る人々の悲喜こもごもを描いた一話完結形式の漫画である。

## 登場人物
演は映画版の俳優。
リン
演 - 佐藤すみれ
主人公。白髪赤目で髪を三つ編みにした無表情な少女。どこからともなく現れ妄想燐寸を押し付けるように売る。
内藤勇実
演 - 小林豊
原作第4話「東京タワー」に登場。原作での名前は内藤「勇」。田仲かの子との東京タワーデートが終わらないことを妄想する。
氏家治
演 - 本田剛文
原作第1話「妄想と願望」の「秋津」に相当する人物。女子から嫌われる害虫系男子だったが、妄想燐寸によりモテたいという妄想を現実化する。
岸田叶人
演 - 小野賢章
原作第3話「心の裏」に登場する「岸田裕子」に相当する人物。美術を学ぶ学生だが、人の心を覗きたいという妄想を妄想燐寸で実現する。
田仲かの子
演 - 美山加恋
原作第4話「東京タワー」に登場。行列に並びたくない、階段で上がりたい、やっぱり上がりたくない、コーラが飲みたい、などと突発的な我儘で内藤を振り回す。
蝶野葉子
演 - 上野優華
原作第1話「妄想と願望」に登場。保健委員を務め動物が大好きという女子。
高橋由香
演 - 唯月ふうか
原作第3話「心の裏」に登場。際立った画才を示すが、何者かの妨害により描いた絵を切り刻まれる被害に遭っている。
友野晴美
演 - 森迫永依
映画版のみ登場。高橋由香の友人。
亀山翔吾
演 - 尾関陸
原作第1話「妄想と願望」に登場する「七節」に相当する人物。女子が群がるフェロモン男子だったが、妄想燐寸により悪臭を撒き散らすようになってしまう。
橋本純
演 - 御伽ねこむ
亀山翔吾（七節）と肉体関係を持つが、悪臭を放つ彼を見捨てた。
藤波創一
演 - 岡幸二郎
原作第3話「心の裏」に登場する藤田レイ子に相当する人物。岸田や高橋が所属する学校で美術を教える。
おじいさん
演 - 大石吾朗
おばあさんが重病で入院し途方に暮れていたところにリンと出会う。
おばあさん
演 - 丘みつ子
重病で入院している。

## 書誌情報
- 鈴木小波 『燐寸少女』 KADOKAWA〈角川コミックス・エース〉、全6巻
  1. 2014年11月4日発行（同日発売[5][6]）、ISBN 978-4-04-102230-6
  2. 2015年7月4日発行（同日発売[7]）、ISBN 978-4-04-103080-6
  3. 2016年3月4日発行（同日発売[4][8]）、ISBN 978-4-04-103863-5
  4. 2016年6月4日発行（同日発売[9]）、ISBN 978-4-04-103864-2
  5. 2017年2月4日発行（同日発売[10]）、ISBN 978-4-04-105350-8
  6. 2018年2月2日発売[11]、ISBN 978-4-04-103080-6

## 映画
原作漫画第1話「妄想と願望」、第3話「心の裏」、第4話「東京タワー」の三篇をベースに再構築した映画。
「心の裏」は原作の主要人物二名を男性に変え、結末についても大幅な変更を加えているものの、「妄想と願望」、「東京タワー」については概ね原作を踏襲した内容となっている。
リン役の佐藤すみれは、本作が初の単独主演作品となった。
SKE48に所属する佐藤すみれが主演するほか、男性アイドルグループBOYS AND MENの小林豊と本田剛文、人気声優の小野賢章の三人が準主役として出演することから、アイドルファンの間で話題になっている。

### スタッフ
- 原作 - 鈴木小波（KADOKAWA『ヤングエース』連載）
- 監督 - 内田浩
- 脚本 - 石川北二
- プロデューサー - 三瓶慶介、川畑良太
- ラインプロデューサー - 今泉暢子
- 撮影 - 斑目重友
- 照明 - 坂本真章
- 録音 - 臼井久雄
- 美術 - 根古屋史彦
- 編集 - 大野昌寛、山口牧子
- 音楽 - 清川進也
- 助監督 - 佐々木詳太
- 製作 - 「燐寸少女　マッチショウジョ」製作委員会
- 配給 - ホリプロ、スターキャット
- 制作プロダクション - ホリプロ

### 主題歌
「二重螺旋構造」
作詞 - 三浦隆一 / 作曲 - 佐々木直也 / 編曲・歌 - 空想委員会